# Ståhjuling

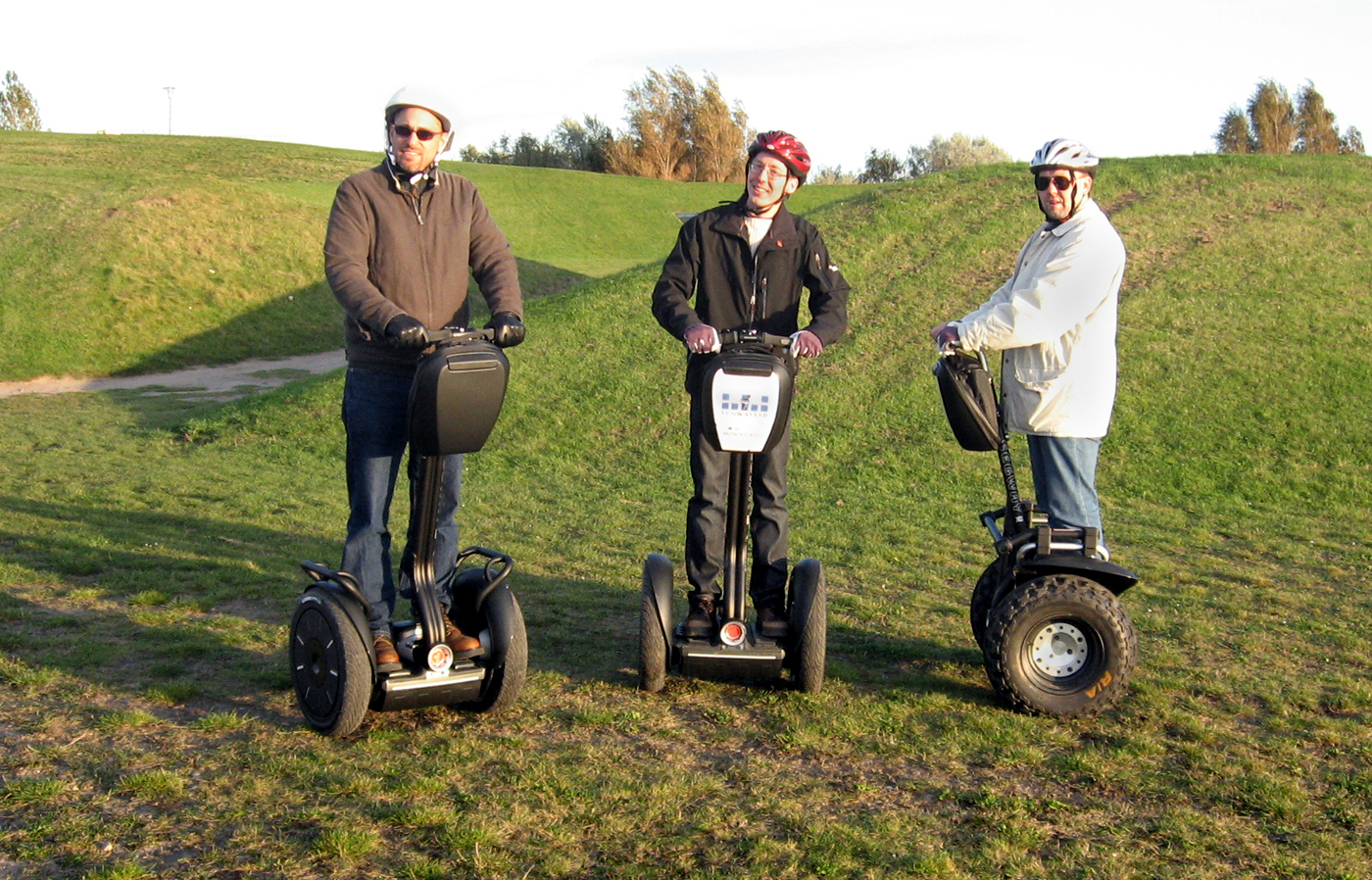
Tre personer på Ståhjuling. Malmö 2007.

Ståhjuling är ett samlingsnamn för tvåhjuliga, självbalanserande eldrivna transportmedel. Segway, som många använder som beskrivning av dessa fordon, är ett generiskt varumärke (lanserat år 2001) och kan inte av hänsyn till varumärkesintrång användas av andra likvärdiga tillverkare. När Roblife Group introducerade liknande fordon lanserade man namnet ståhjuling.

## Beskrivning

### Översikt
De två hjulen som är placerade bredvid varandra, och föraren står på en plattform mellan dem. När föraren lutar kroppen framåt rör sig fordonet framåt, och när föraren lutar sig bakåt saktar det in eller backar beroende på om det har fart framåt eller inte.
En gemensam funktion, förutom självbalanseringen, är regenerativa bromsar, det vill säga att batterierna laddas när fordonet bromsas, vilket dock är en begränsande faktor när det gäller åkarens vikt, som för närvarande är max 120 kg. Begränsning beror på att ståhjulingen skall kunna panikbromsas från maxfart till stillastående tillräckligt snabbt.

### Klassning
Tidigare klassificerades en ståhjuling i Sverige som en "moped klass II", vilket innebar att det krävdes mopedhjälm för att framföra den (även på privat område) och att man inte kunde använda den på allmän väg. 1 oktober 2010 omklassificerade dock dåvarande Vägverket (nuvarande Transportstyrelsen) fordonstypen som en "cykel klass II", vilket istället jämställde den med elcyklar och eldrivna rullstolar.
I Norge har klassning och tillåtelse dröjt längre. Först 1 juli 2014 blev fordonet lagligt att framföra på allmän väg, även utanför guidade turer. Till att börja med finns inget hjälmkrav, till skillnad mot i Sverige. Även i Norge kan ståhjulingar få framföras på samma vägar som cyklar, det vill säga på trottoarer, cykelbanor, gångbanor och höger kant av en allmän väg (dock endast om vägen har en hastighetsgräns på max 60 km/h).

### Märken och historik
Idag finns många produkter i liknande utförande som till exempel: Segway, Paukool, Windrunner, X-Robot och Robstep.
Segway togs fram av den amerikanska konstruktören Dean Kamen som tidigare gjort rullstolen Ibot med delvis samma egenskaper.

## Användning inom polisen
Ståhjulingar har kommit till användning inom flera länders poliskårer, som ett transportalternativ för patrullerande gatupoliser.

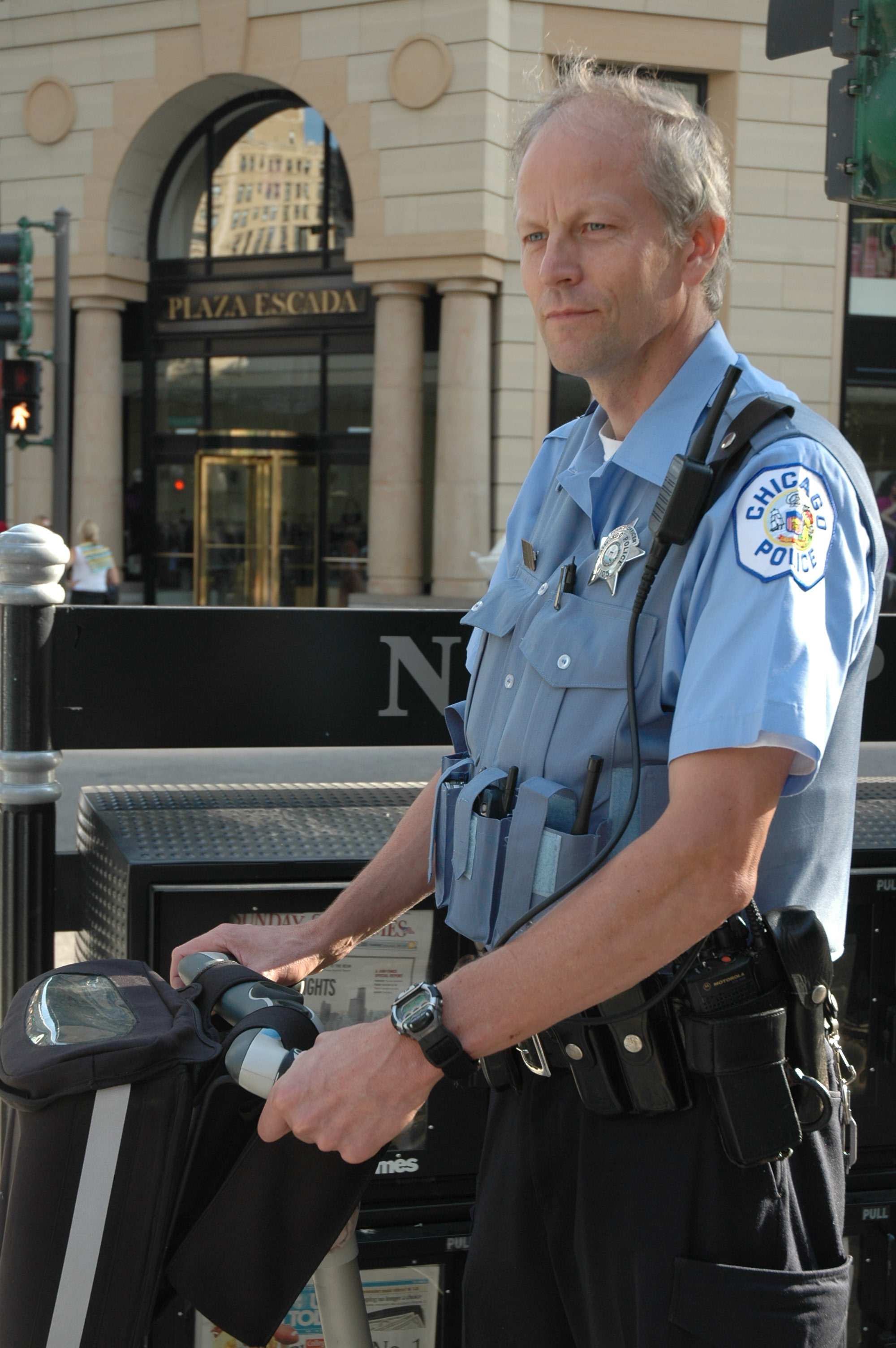
Chicago, USA (2005)
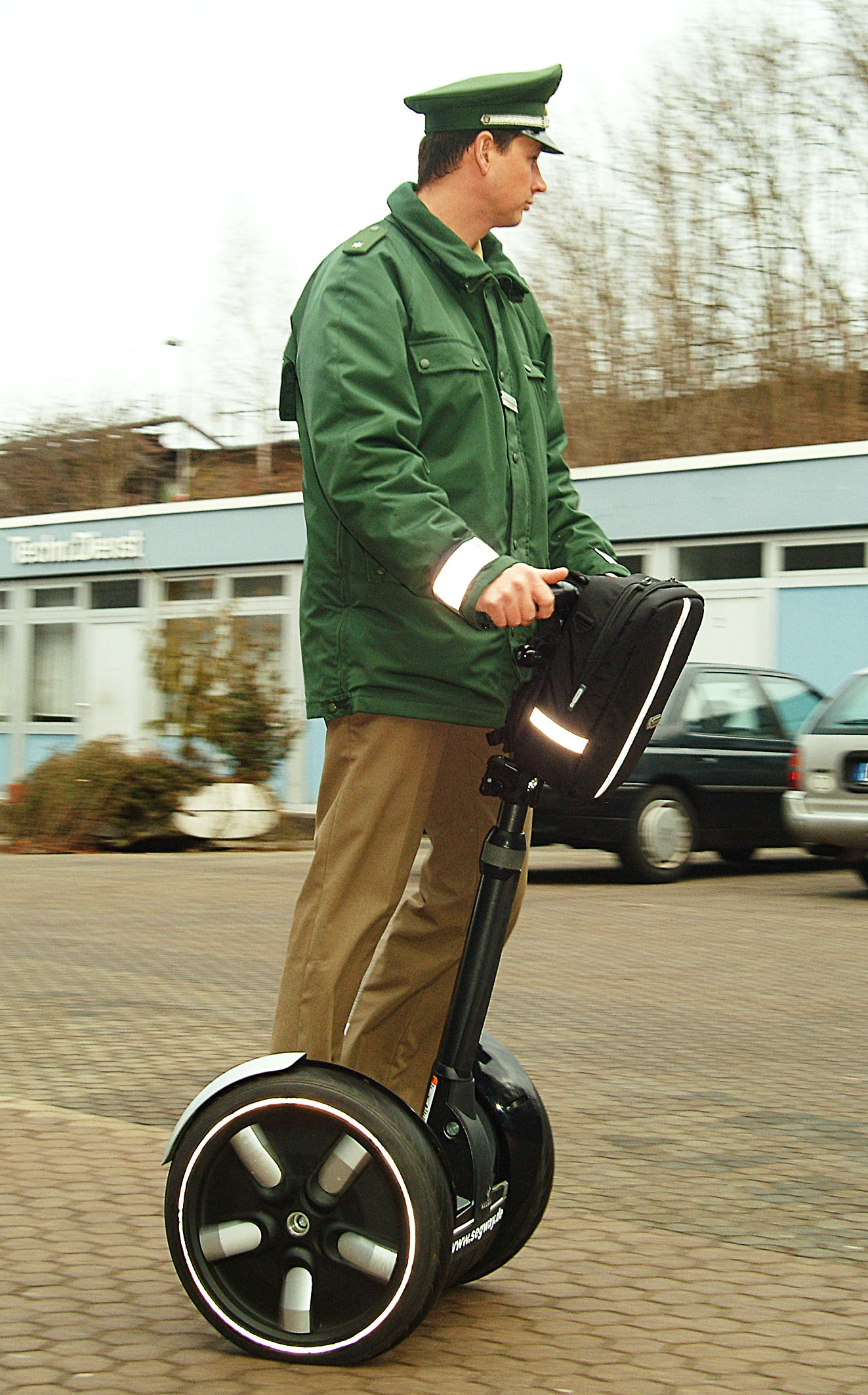
Saarbrücken, Tyskland (2006)
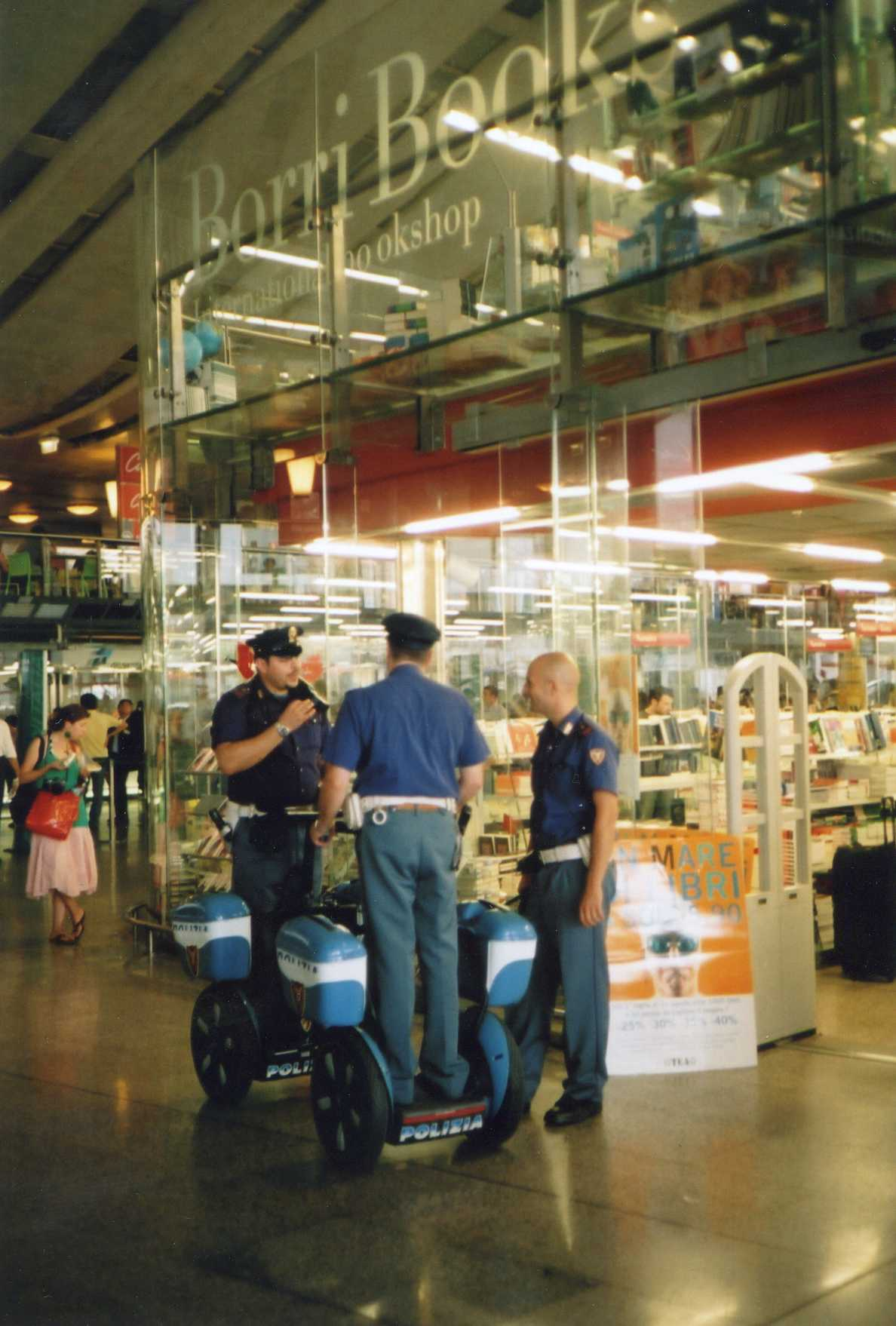
Rom, Italien (2007)
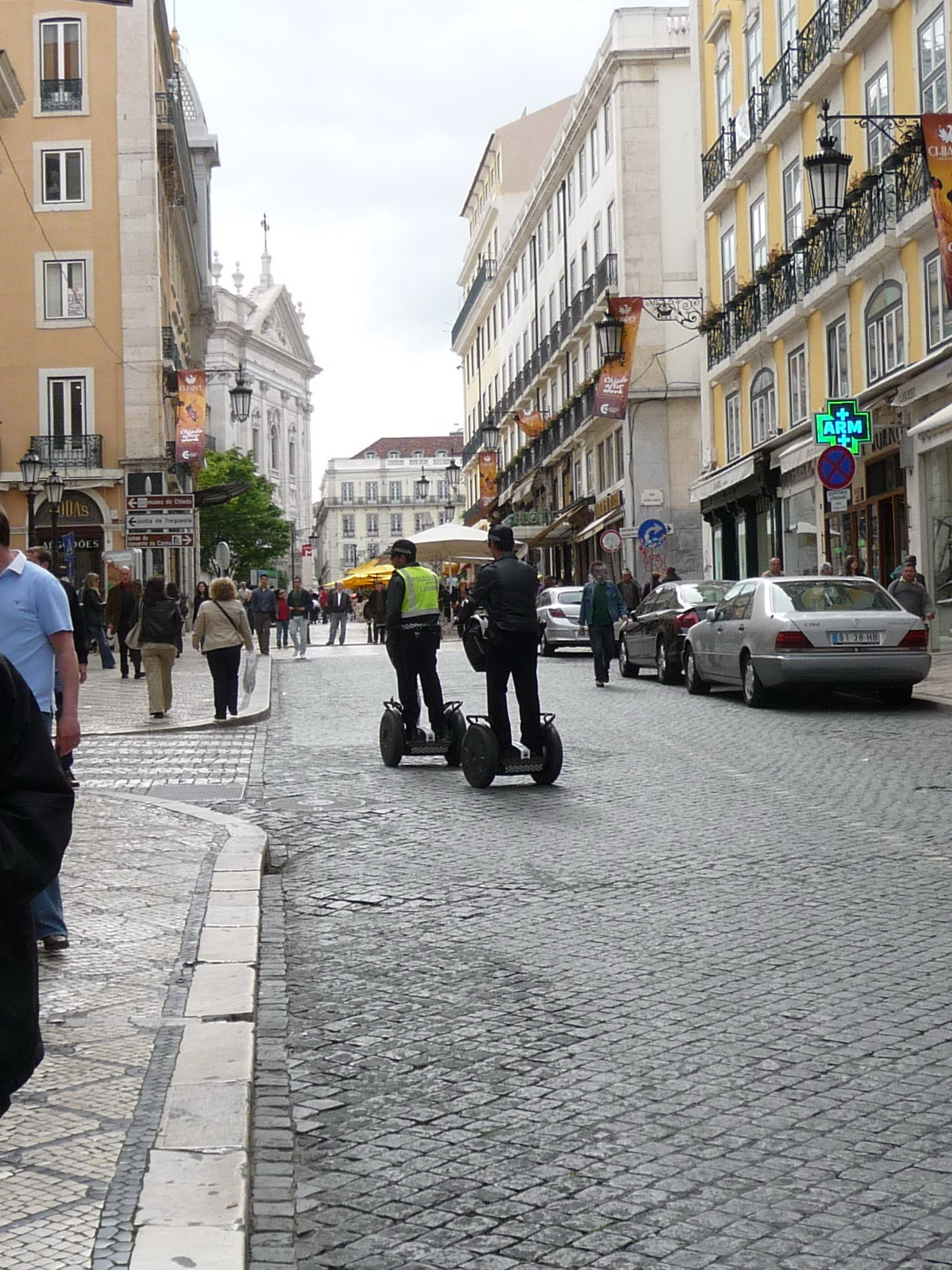
Lissabon, Portugal (2009)
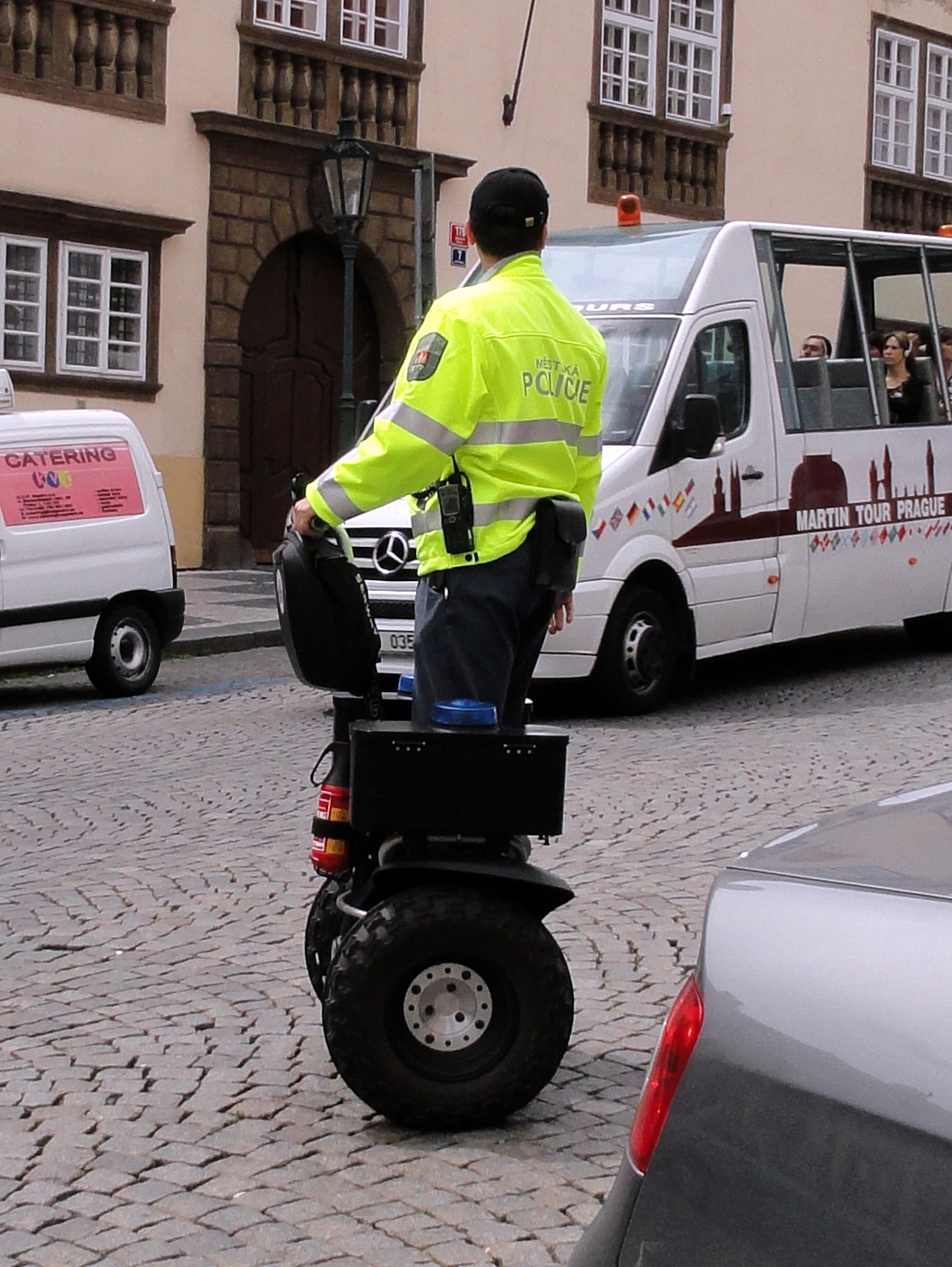
Prag, Tjeckien (2012)
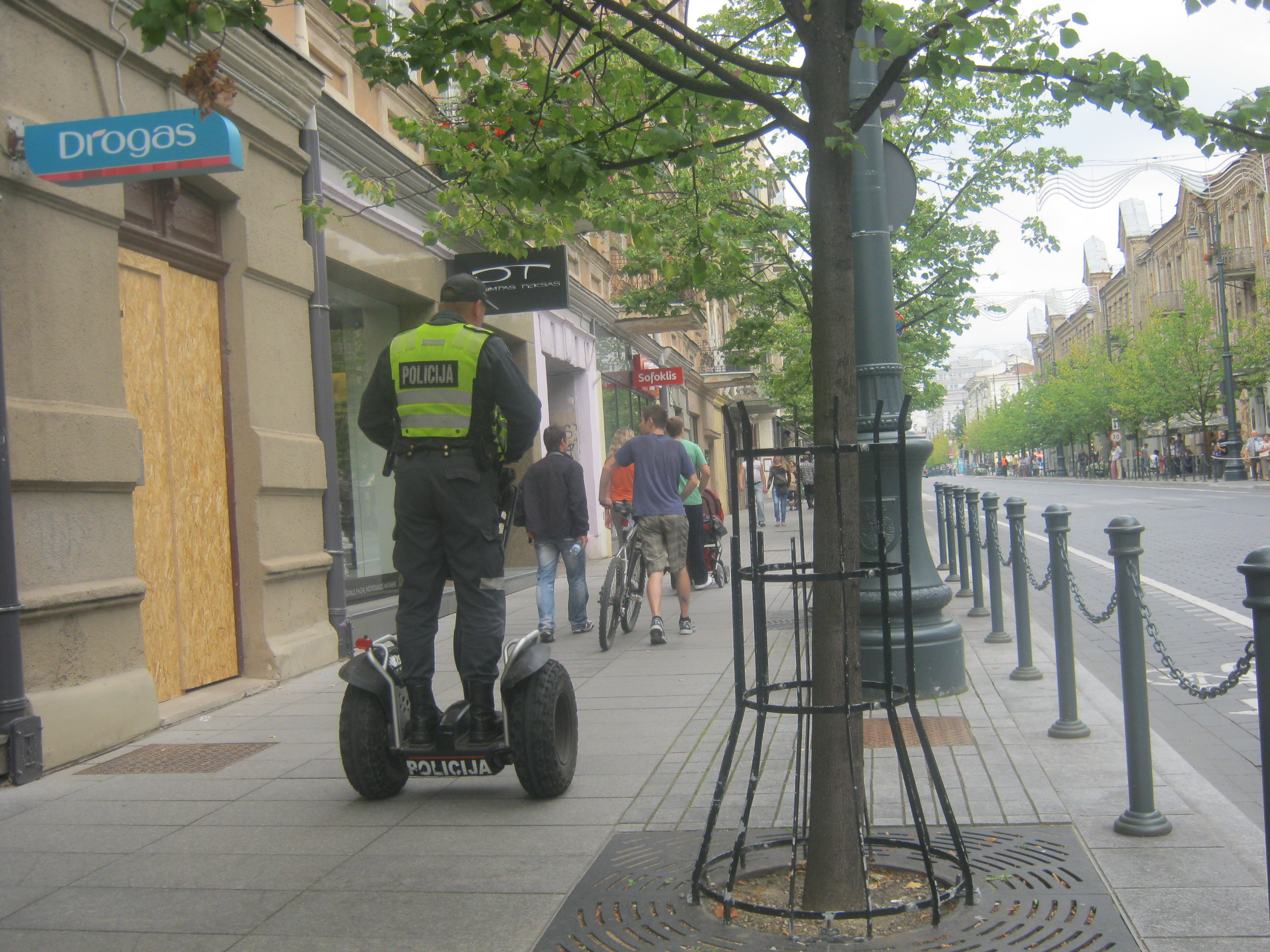
Vilnius, Litauen (2012)

## Källhänvisningar
1. ↑   Segway i Nationalencyklopedins nätupplaga. Läst 18 mars 2015.
2. ↑  Tidningsurklipp, Roblifes webbplats
3. ↑  Språkrådets nyordslista 2012.
4. ↑  "Cykel". transportstyrelsen.se. Läst 18 mars 2015.
5. ↑  Sandberg, Peter (2008-12-18): "Segway klassad som cykel". dn.se. Läst 18 mars 2015.
6. ↑  Ertesvåg, Frank (2014-06-13): "Segway blir lov fra 1. juli". vg.no. Läst 18 mars 2015. (bokmål)